# Cassandra Tate
Cassandra Lena Tate (Hammond, 11 settembre 1990) è un'ostacolista e velocista statunitense.

## Palmarès
| Anno | Manifestazione   | Sede     | Evento   | Risultato | Prestazione | Note                                                       |
| ---- | ---------------- | -------- | -------- | --------- | ----------- | ---------------------------------------------------------- |
| 2014 | Mondiali indoor  | Sopot    | 4×400 m  | Oro       | 3'24"83     | Record nazionale · Miglior prestazione mondiale stagionale |
| 2015 | Mondiali         | Pechino  | 400 m hs | Bronzo    | 54"02       |                                                            |
| 2017 | Mondiali         | Londra   | 400 m hs | 7ª        | 55"43       |                                                            |
| 2022 | Campionati NACAC | Freeport | 400 m hs | Bronzo    | 55"62       |                                                            |

## Campionati nazionali
- 1 volta campionessa nazionale dei 400 metri ostacoli (2015)

## Altre competizioni internazionali
2016
- Vincitrice della Diamond League nella specialità dei 400 m hs (50 punti)